# Margrete Heiberg Bose
Margrete Elisabeth Heiberg Bose (19. september 1865 i Sorø - 17 juli 1952 i San Justo, Argentina), var en dansk-argentinsk fysiker og kemiker. Hun var den første kvinde i Danmark med en akademisk grad i kemi (mag.scient.). Hun var også en af verdens første kvindelige professorer i fysik.

## Levnedsløb
Margrete Bose (født Heiberg) var datter af Gabriel Thomas Skat Rørdam Heiberg (1832–1917) og Johanne Christiane Müller (1837–1914). Faderen var adjunkt ved Sorø Akademi og præst i Roskilde Domkirke.
Bose havde en lang og begivenhedsrig karriere, især i Tyskland og Argentina, men er meget lidt omtalt i dansk kvinde- og videnskabshistorie. Hun blev således ikke nævnt i Den Store Danske Encyklopædi, som Gyldendal udgav i 1994-2001.
Som kvinde kunne hun ikke gå i gymnasiet, men modtog privatundervisning, og efter at have taget en eksamen fra en handelsskole for kvinder blev hun som 30-årig optaget på kemistudiet på Københavns Universitet. Efter at have taget en magisterkonferens i 1901 blev hun i første omgang ansat midlertidigt på universitetet som assistent for Emil Petersen, men kunne som kvinde ikke få en fast stilling på Københavns Universitet. Hun rejste derfor til Göttingen og videreuddannede sig der. Her giftede hun sig med kemikeren Emil Bose, som hun også samarbejdede med om flere videnskabelige projekter. I 1906 flyttede familien til det daværende Danzig (i dag Gdansk), hvor Emil blev professor, og Margrete arbejdede som videnskabelig assistent. Tre år senere flyttede de til La Plata i Argentina, hvor Emil blev professor i fysik og Margrete ekstraordinær professor med ansvar for undervisningen på det fysiske institut. I 1911 døde Emil imidlertid pludselig af tyfus, 36 år gammel. Margrete rejste først med sønnen Walter til Tyskland, men vendte siden tilbage til Argentina, hvor hun fik en mere beskeden stilling som adjungeret professor i fysikundervisning. Hun fik argentinsk statsborgerskab i 1937. Hun fortsatte sin forskning op i en høj alder, havde kontakt med Niels Bohr og skrev som 70-årig en innovativ videnskabelig artikel, hvor hun var en af de første til at anvende ultraviolet spektroskopi til at undersøge historiske dokumenter.

## Udvalgt bibliografi
- Margrete Heiberg Bose (12. februar 1903), "ÜBER DIE ZERSETZUNGSKURVEN VON KUPFERSALZLÖSUNGEN", Zeitschrift für Elektrochemie, 9 (7): 137-139, doi:10.1002/BBPC.190300061, Wikidata  Q133520587
- Margrete Heiberg Bose (1911), "Das Physikalische Institut der Universität La Plata, El Instituto de Física de la Universidad Nacional de La Plata", Physikalische Zeitschrift, 7: 1230-1243, Wikidata  Q133520499